# Myrsine wightiana
Myrsine wightiana är en viveväxtart som beskrevs av Nathaniel Wallich och A. Dc. Myrsine wightiana ingår i släktet Myrsine och familjen viveväxter. Inga underarter finns listade i Catalogue of Life.